# Karl Gerok
Karl Friedrich Gerok, 1868-tól Karl Friedrich von Gerok (Vaihingen an der Enz, Württembergi Királyság, 1815. január 30. – Stuttgart, 1890. január 14.) német költő és lutheránus teológus.

## Életútja
Tanult a stuttgarti gimnáziumban, majd 1832-től 1836-ig a tübingeni teológiai szemináriumban, ahol 1840-1843-ban repetens volt. 1844.-ben böblingeni, 1849-ben stuttgarti diakónus, 1852-ben ugyanitt dékán (szuperintendens), 1868-ban első udvari hitszónok, a konzisztórium főtanácsosa és főpap lett. Németországban kiváló hitszónok hírében állt és hazájának elsőrendű vallásos költője volt. Mint prózaíró több kötet egyházi beszédet és bibliamagyarázati munkát irt, s mint költőtől számos kötet vallásos költemény jelent meg, melyek, úgy az előbbiek, mint emezek is, több - némelyek kilenc - kiadást is értek és részben angol nyelvre is lefordíttattak; vallásos költeményei közül magyar nyelvre is többet lefordítottak, így Karsay Sándor evangélikus püspök a protestáns árvaházi naptárban közölt néhányat, Kovács Lajos pedig Egyházi beszédeket (Pest, 1860) írt Gerok után.

## Forrás
- Gerok. In  A Pallas nagy lexikona. Szerk. Bokor József. Budapest: Arcanum – FolioNET. 1998.  ISBN 963 85923 2 X